# Катана, Мохамед
Мохамед Катана Ньяне (англ. Mohamed Katana Nyanje; род. 24 декабря 1999, Момбаса) — кенийский футболист, полузащитник клуба «Васалунд».

## Карьера

### Начало карьеры
Воспитанник престижной катарской футбольной академии Эспаир, в которой оказался в 2013 году. В команде футболист провёл порядка 5 лет, за время выступления за которую являлся её капитаном. В июле 2017 года, после окончания действия контракта с академией, футболист перешёл в лиссабонский «Спортинг». В 2018 году футболист на правах арендного соглашения перешёл в португальский клуб «Лейшойнш». В начале 2019 года футболист вернулся на родину, где выступал в клубе «Бандари». Осенью 2019 года футболист проходил просмотр в датском клубе «Норшелланн».

### «Ислочь»
В сентябре 2020 года футболист перешёл в белорусский клуб «Ислочь». Дебютировал за клуб 3 октября 2020 года в матче Кубка Белоруссии против «Крумкачей». Свой дебютный матч в Высшей Лиге сыграл 28 ноября 2020 года в матче против «Городеи», выйдя на замену в начале второго тайма. В январе 2021 года футболист покинул клуб. За клуб кенийский футболист сыграл всего лишь в 2 официальных матчах, также выступаю за дублирующий состав, за который отличился результативной передачей.

### «Васалунд»
В июле 2021 года футболист стал игроком кенийского клуба «Истли Янг», откуда в сентябре 2021 года перешёл в шведский клуб «Васалунд». Дебютировал за клуб 13 сентября 2021 года в матче против клуба «Сундсвалль», выйдя на замену на 72 минуте. В своём дебютном сезоне за клуб сыграл лишь в 5 матчах, в которых выходил на замену, результативными действиями не отличившись.
Новый сезон начал с матча 21 мая 2022 года против клуба «Хаммарбю Таланг», выйдя на замену на 88 минуте. На протяжении сезона футболист так и не смог закрепиться в основной команде шведского клуба, редко попадя в заявку на официальные матчи. Всего за клуб в сезоне сыграл в 4 матчах, в которых вышел на замену на последних минутах основного времени.

## Международная карьера
В октябре 2020 года футболист вызов в национальную сборную Кении. Футболист был в составе сборной в рамках товарищеского матча 9 октября 2020 года против Замбии, однако на поле так и не вышел.